# Mistura sulfonítrica
Mistura sulfonítrica ou solução sulfonítrica é uma mistura, normalmente de quantidades em volume iguais de ácido nítrico e ácido sulfúrico concentrados, utilizada em síntese orgânica na nitração de compostos orgânicos, como na produção, por exemplo, de nitroglicerina ou nitrobenzeno.
Devido ao caráter higroscópico e exotérmico do ácido sulfúrico, a preparação da mistura sulfonítrica realiza-se pela adição do ácido sulfúrico ao ácido nítrico com agitação constante e resfriamento.
É uma mistura de perigoso manuseio, pois une as corrosividades dos ácidos nítrico e sulfúrico com o caráter oxidante do ácido nítrico, requerendo cuidados no seu manuseio em laboratório e indústria.
Devido ao seu forte caráter oxidante e corrosivo, é em alguns casos usado como produto para a limpeza de vidraria em laboratório, em especial, no caso de sujas com materiais orgânicos, cuidando-se, neste caso, para evitar substâncias que apresentem reações violentas com a mistura, ou a produção de nitrados explosivos.